# Il castello dei Carpazi
Il castello dei Carpazi (Le Château des Carpathes) è un romanzo fantastico-fantascientifico pubblicato da Jules Verne nel 1892.
Questo romanzo con elementi gotici precorre il Dracula di Bram Stoker (1897). In comune ha l'ambientazione transilvana e alcune delle leggende. Lo svolgimento delle vicende è, tuttavia, di tipo completamente diverso, più nel campo psichiatrico che in quello soprannaturale, oltre alla presenza della tecnologia tipica di Verne e assente in Stoker.
La prima edizione italiana risulta quella dell'Editore Paolo Carrara (Milano - 1898).

## Trama
In un villaggio della Transilvania la vita procede tranquilla. Ma il vicino castello del sinistro barone Rodolphe de Gortz sembra infestato dal demonio: i viaggiatori narrano di spaventose apparizioni, suoni orrendi, figure spettrali e urla di donne. Un ardito giovane del villaggio, accompagnato da un ciarlatano locale, decide di verificare queste storie, ma ne torna con le ossa rotte.
Arriva il giovane conte Franz de Télek, convinto che la sua promessa sposa, la famosa cantante Stilla, creduta morta, sia tenuta prigioniera dall'oscuro, melomane barone, e con il suo attendente parte a sua volta per il castello.
Intanto, il barone, insieme al suo assistente, misteriosamente al corrente del suo imminente arrivo, prepara una ben poco ospitale accoglienza.
Tutte le apparizioni, i mostri, gli ululati e le apparizioni di Stilla si riveleranno opera dell'assistente del barone, Orfanik, un misconosciuto genio multimediale ante litteram, inventore di macchine per registrare e proiettare suoni e immagini, costruttore di microfoni per lo spionaggio e altri dispositivi futuristici.
Il barone preferirà lasciarsi perire nell'esplosione finale del castello, dopo la distruzione della sua collezione di registrazioni musicali. Il conte Franz soffrirà di un esaurimento nervoso di alcuni mesi.

## Personaggi
- Nic Deck, giovane e ardito villaggese
- Dottor Patak, ciarlatano locale
- Barone Rodolphe de Gortz, sinistro signore, melomane solitario, padrone del Castello dei Carpazi.
- Orfanik, assistente del barone e genio misconosciuto.
- Conte Franz de Télek, giovane e ardito nobile vedovo.
- Rotzko, attendente del conte.
- Stilla, moglie (apparentemente deceduta) del conte e cantante d'opera; tra gli ammiratori della sua voce, il silenzioso e ossessivo barone Rodolphe de Gortz.
- Miriota: giovane fanciulla del villaggio, fidanzata a Nic Deck
- Koltz, Frik, Hermod e altri abitanti del villaggio di Werst

## Critica
Questo romanzo annovera, tra i suoi estimatori, Roger Caillois, che trovò che le manie dei suoi personaggi precorressero i tempi moderni.

## Edizioni
(elenco parziale)
- "Il Castello dei Carpazi", Milano, Paolo Carrara, 1898.
- Traduzione di Valentino Gambi, Edizioni Paoline, 1969.
- "Il castello dei Carpazi - Claudius Bombarnac", traduzione di G. Mina - G. Castoldi, Gruppo Editoriale Mursia, 1974 (1 ed.), 1992 (2ª ed.)
- "Il Castello dei Carpazi; I 500 milioni della Begum", trad. di L. Bennett, Tina Simonetti, Edizioni Ferni, 1977.
- A cura di Mariella Di Maio, Editori Riuniti, 1982. (Ristampato da Edizioni Studio Tesi nel 1992)
- Traduzione di Di Maio M., Avagliano, 2008.